# Daseburg
Daseburg  ist ein Stadtteil von Warburg im Süden des Kreises Höxter in Nordrhein-Westfalen (Deutschland).

## Geografie
Daseburg liegt im Südteil der Warburger Börde etwa 6 km ostnordöstlich der Warburger Kernstadt am Nordostfuß des Desenbergs (343,6 m ü. NN) auf rund 180 m Höhe; auf dem Berg steht die Ruine der Burg Desenberg. Unweit östlich wird das Dorf von einem Abschnitt der in Nord-Süd-Richtung verlaufenden Eggel passiert, die ein nördlicher Diemel-Zufluss ist.

## Geschichte

### Frühgeschichte und Mittelalter
Älteste Siedlungsspuren reichen bis etwa 4600 v. Chr. zurück. Neolithische Bauern errichteten um diese Zeit den Daseburger Kreisgraben.
Die urkundliche Ersterwähnung mit der Nennung des Ortsnamens fällt in das 9. Jahrhundert und findet sich in den Corveyer Traditionen.
Im Jahre 822 wurde das Kloster Corvey an die Weser verlegt. In den nächsten Jahren und Jahrzehnten wuchs das Vermögen des Klosters durch Schenkungen und durch Besitz, den begüterte Mönche bei ihrem Eintritt mitbrachten, schnell an.
Über das Grundvermögen Corveys wurden später Aufzeichnungen angelegt, die in knapper Form die Lage des Besitzes und oft auch den Namen des Stifters, die Zeugen der Übertragung und den Anlass der Schenkung nennen. Diese Aufzeichnungen werden heute als „Corveyer Traditionen“ bezeichnet.
Die Ersterwähnung von Daseburg lautet nach Auflösung der Abkürzungen: „Tradidit Brunwardus pro filio suo mansum 1 cum familia in Desburg. Testes: Balding, Haoldus.“ Frei übersetzt: „Brunwardus schenkte um seines Sohnes willen eine Manse in Daseburg mit der Familie. Zeugen: Balding, Haoldus.“ Die „Manse“ ist keine Flächenangabe im eigentlichen Sinne. Die Bezeichnung umschreibt eher die Größe einer Fläche, die für die Produktion der Ernährung einer durchschnittlichen Bauernfamilie notwendig war. Als Durchschnittsgröße können etwa 30 Morgen angenommen werden. Brunwardus „schenkte“ dem Kloster nicht nur die landwirtschaftliche Fläche, sondern auch die Menschen, die diese Hofstelle bearbeiteten.
Die Schenkung erfolgte mit Sicherheit in der Zeit zwischen 826 und 876, da diese Notiz in der ältesten Reihe der „Corveyer Traditionen“ steht. Das exakte Jahr lässt sich nicht bestimmen, weil zu den genannten Personen keine Lebensdaten überliefert sind und die Geschichte der Überlieferung der Corveyer Aufzeichnungen sehr kompliziert ist.
1070 wurde auf dem Desenberg eine Burg urkundlich erwähnt. 1231 wurde eine Kirche urkundlich erwähnt, Pfarrei und Kirche sind allerdings wesentlich älter. In der Mitte 13. Jh. wurde Lütkendaseburg urkundlich erwähnt, die kleine Siedlung fällt später wüst. Seit 1256 ist die Familie von Spiegel auf dem Desenberg nachweisbar.
Ab dem 14. Jahrhundert bildete sich das Territorium Hochstift Paderborn im Heiligen Römischen Reich, darin ab dem 16. Jahrhundert zum niederrheinisch-westfälischen Reichskreis. Im Hochstift Paderborn gehörte Daseburg zu Richterei Borgentreich.

### Neuzeit
1614 klagten zwei Daseburger Bauern und 1615 das ganze Dorf gegen die Herren von Spiegel wegen unzulässiger Dienstforderungen. 1673 wurde in den Aufzeichnungen des Pfarrers eine Schule erwähnt. 1680 beschwerten sich alle Einwohner der Herrschaft Desenberg beim Fürstbischof wegen Erhöhung der Dienste und Abgaben durch derer von Spiegel. 1703 forderten die Herren von Spiegel die Wiedereinsetzung in den alten Stand bezüglich der Dienste und Abgaben aus „ihren“ Dörfern.
Im Jahr 1729 vernichtete eine Feuersbrunst 88 von 123 Häusern. 1755 stiftete die Familie von Spiegel eine Schützenkette. 1760/61, im Siebenjährigen Krieg starben 163 Kinder und Erwachsene an Mangelernährung und Hungertyphus. Während der Franzosenzeit gehörte Daseburg von 1807 bis 1813 zum Kanton Rösebeck im Departement der Fulda des Königreichs Westphalen. 1816 kam Daseburg zum neuen Kreis Warburg in der preußischen Provinz Westfalen, in dem die Gemeinde bis 1937 zum Amt Borgholz und danach bis 1974 zum Amt Borgentreich gehörte.
1818 hatte das Dorf 115 bewohnbare Häuser. 1840 wurde der jüdische Friedhof angelegt, in Daseburg leben 36 Juden. 1841 zählte Daseburg 1075 Einwohner. Die seit Jahren grassierende Kartoffelkrankheit und eine schlechte Getreideernte verursachte 1847 eine Hungersnot. 1854 wurde ein neues Schulhaus und 1905 die erste Wasserleitung gebaut. 1920 kam elektrisches Licht nach Daseburg. 1928 hatte das Dorf 1305 Einwohner. Mit 59 landwirtschaftlichen Betrieben und den Gütern war Daseburg 1955 noch stark von der Landwirtschaft geprägt. 
Am 1. Januar 1975 wurde Daseburg durch das Sauerland/Paderborn-Gesetz in die Stadt Warburg eingegliedert, die gleichzeitig zum Kreis Höxter kam.

## Persönlichkeiten
- Viktor Meyer-Eckhardt (1889–1952), Schriftsteller, ging in Daseburg zur Schule
- Johannes Dierkes (1900–1970), Landrat (CDU), wurde in Daseburg geboren
- Hans-Joachim Schabedoth (1952–2020), Politikberater, Autor und Politiker
- Josef Sievers (1875–1964), Kommunalpolitiker und Landrat (Zentrum)